# Arnold Künzli (homme politique)
Pour les articles homonymes, voir Arnold Künzli et Künzli.
Arnold Künzli, né le 20 juin 1832 à Riken (originaire du même lieu) et mort le 9 novembre 1908 dans la même localité, est une personnalité politique suisse, membre du Parti radical-démocratique. 
Il est conseiller d'État du canton d'Argovie de 1868 à 1873, à la tête des travaux publics, et député au Conseil national de 1864 à 1865 et de 1869 à 1908.